# Lagsaga
En lagsaga är ett svenskt historiskt rättsdistrikt, en äldre typ av domkrets. Ursprungligen avsåg lagsagan det område där en viss lag gällde innan de första rikstäckande lagarna stiftades i Sverige.
Lagsagornas geografiska gränser börjar framträda i medeltida dokument från och med 1100-talet, samtidigt som stift och socknar etablerades vilket gav en fastare gräns av lagsagorna omfattning. Själva ordet hänvisar bakåt till en tid då lagen skulle "sägas", det vill säga någon på tinget hade att muntligt utsäga vad lagen stadgade i varje mål. En enkel definition för medeltida förhållanden är att en lagsaga var det geografiska område som låg under en lagmans jurisdiktion. Antalet lagsagor i Sverige varierade från medeltiden fram till deras avskaffande 1849 mellan 9 och 21, bland annat beroende på gränsjusteringar vid olika fredsslut. 
Efter freden i Nöteborg 1323 mellan Sverige och Republiken Novgorod hade Sverige en fast gräns i öster. Därefter kunde Finland eller Österland inlemmas i det svenska systemet med lagsagor. Den första lagmannen i Finlands lagsaga var Björn som nämns mellan 1324 och 1347.

## Organisation
Lagsagornas primära rättsdistrikt (domsaga) var ett varierande antal härader, tingslag eller motsvarande, i vilka rättsskipningen leddes av en häradshövding. Till lagmannens skyldigheter hörde att hålla fyra landsting årligen på lagsagans ordinarie tingsplats. I och med Kristoffers landslag ändrades landstinget i princip till en kunglig domstol där lagmannen reducerats till bisittare för kungens till platsen sända domhavande, analogt med vad som redan tidigare kan beläggas för de specialdomstolar som kallades konungsräfst. Därutöver hade lagmannen att hålla ett lagmansting årligen i varje härad inom sin lagsaga. När den första hovrätten skapades 1614 försvann en stor del av lagsagans tidigare lokala uppgifter och lagmansting hölls därefter endast vart tredje år. I praktiken gjordes ofta sammanslagningar så att lagmannen även utsågs till kungens domhavande och därmed höll båda tingen samtidigt.
Gången i rättsfall inom en lagsaga var normalt den att målen först togs upp på häradstinget vars beslut därefter kunde överklagas till de ovan nämnda instanserna.

## Lagsagor
| Lagsaga                                             | Årtal från | Årtal till | Neskrivning                                                        |
| --------------------------------------------------- | ---------- | ---------- | ------------------------------------------------------------------ |
| Arboga läns lagsaga                                 | 1718       | 1719       |                                                                    |
| Attundaland                                         |            |            |                                                                    |
| Blekinge läns lagsaga                               |            |            |                                                                    |
| Blekingska lagsagan                                 | 1683       | 1846       |                                                                    |
| Bohus läns norra lagsaga                            |            |            |                                                                    |
| Bohus läns och Vikarnes lagsaga                     |            |            |                                                                    |
| Bohus läns södra lagsaga                            |            |            |                                                                    |
| Bohusläns lagsaga                                   |            |            |                                                                    |
| Dalbo läns lagsaga                                  |            |            |                                                                    |
| Eksjö läns lagsaga                                  | 1718       | 1719       |                                                                    |
| Finlands lagsaga                                    |            |            |                                                                    |
| Finska lagsagor 1776–1868                           |            |            |                                                                    |
| Fjädrundaland                                       |            |            |                                                                    |
| Gamla Finlands lagsaga                              |            |            |                                                                    |
| Gotlands lagsaga                                    | 1682       | 1827       |                                                                    |
| Gästrike läns lagsaga                               |            |            |                                                                    |
| Hallands lagsaga (Hallands läns lagsaga)            | 1683       |            |                                                                    |
| Hallands läns lagsaga                               |            |            |                                                                    |
| Hallands och Älvsborgs läns lagsaga                 |            |            |                                                                    |
| Hedemora läns lagsaga                               | 1718       | 1719       |                                                                    |
| Hälsinge läns lagsaga                               |            |            |                                                                    |
| Härjedalens läns lagsaga                            |            |            |                                                                    |
| Ingermanlands lagsaga                               |            |            |                                                                    |
| Jämtlands läns lagsaga                              |            |            |                                                                    |
| Jönköpings läns lagsaga                             | 1718       | 1719       |                                                                    |
| Kalmar läns lagsaga                                 |            |            |                                                                    |
| Kalmar läns och Ölands lagsaga                      | 1631       | 1849       |                                                                    |
| Karelens lagsaga                                    |            |            |                                                                    |
| Karlstads läns lagsaga                              |            |            |                                                                    |
| Kopparbergs läns lagsaga                            | 1718       | 1719       |                                                                    |
| Kristianstads läns lagsaga                          |            |            |                                                                    |
| Kristinehamns läns lagsaga                          |            |            |                                                                    |
| Kronobergs läns lagsaga                             |            |            |                                                                    |
| Landskrona läns lagsaga                             |            |            |                                                                    |
| Lappmarkens lagsaga                                 |            |            |                                                                    |
| Linköpings lagsaga                                  | 1718       | 1719       |                                                                    |
| Läckö läns lagsaga                                  |            |            |                                                                    |
| Malmöhus läns lagsaga                               |            |            |                                                                    |
| Mariestads läns lagsaga                             |            |            |                                                                    |
| Medelpads läns lagsaga                              |            |            |                                                                    |
| Norrfinne lagsaga                                   |            |            |                                                                    |
| Norrköpings lagsaga                                 |            |            |                                                                    |
| Norrlands lagsaga                                   |            |            |                                                                    |
| Nyköpings läns lagsaga                              | 1718       | 1719       |                                                                    |
| Närkes lagsaga                                      |            |            |                                                                    |
| Närkes och Värmlands lagsaga                        |            |            |                                                                    |
| Satakunta och Österbottens lagsaga                  |            |            |                                                                    |
| Skaraborgs läns lagsaga                             |            |            |                                                                    |
| Skånska lagsagan                                    | 1683       | 1846       |                                                                    |
| Smålands lagsaga                                    | 1559       | 1630       |                                                                    |
| Stockholms läns lagsaga                             | 1718       | 1719       |                                                                    |
| Stockholms läns, Södermanlands och Gotlands lagsaga |            |            |                                                                    |
| Strängnäs läns lagsaga                              | 1718       | 1719       |                                                                    |
| Söderfinne lagsaga                                  |            |            |                                                                    |
| Södermanlands lagsaga                               | 1200-talet | 1849       |                                                                    |
| Tiohärads lagsaga                                   | 1100-talet | 1849       |                                                                    |
| Tiundaland                                          |            |            |                                                                    |
| Torneå läns lagsaga                                 | 1718       | 1719       |                                                                    |
| Umeå läns lagsaga                                   | 1718       | 1719       |                                                                    |
| Upplands lagsaga                                    | 1200-talet | 1832       | Kallades mellan 1719 och 1832 Upplands och Stockholms läns lagsaga |
| Uppsala läns lagsaga                                | 1718       | 1719       |                                                                    |
| Vadstena läns lagsaga                               | 1678       | 1719       |                                                                    |
| Vänersborgs läns lagsaga                            |            |            |                                                                    |
| Värmlands lagsaga                                   |            |            |                                                                    |
| Västergötlands lagsaga                              |            |            |                                                                    |
| Västergötlands och Dals lagsaga                     |            |            |                                                                    |
| Västernorrlands lagsaga                             |            |            |                                                                    |
| Västernorrlands och Västerbottens lagsaga           |            |            |                                                                    |
| Västerviks läns lagsaga                             | 1718       | 1719       |                                                                    |
| Västerås läns lagsaga                               | 1718       | 1719       |                                                                    |
| Västgöta-Dals lagsaga                               |            |            |                                                                    |
| Västgöta, Dals och Bohusläns lagsaga                |            |            |                                                                    |
| Västmanlands lagsaga                                |            |            |                                                                    |
| Västmanlands och Dalarnas lagsaga                   | 1305       | 1849       | Kallades från 1832 Upplands, Västmanlands och Kopparbergs lagsaga. |
| Västmanlands och Kopparbergs läns lagsaga           |            |            |                                                                    |
| Ystads läns lagsaga                                 |            |            |                                                                    |
| Ångermanlands läns lagsaga                          |            |            |                                                                    |
| Ångermanlands och Västerbottens lagsaga             |            |            |                                                                    |
| Älvsborgs läns lagsaga                              |            |            |                                                                    |
| Ölands lagsaga                                      | 1339       | 1682       |                                                                    |
| Örebro läns lagsaga                                 |            |            |                                                                    |
| Östergötlands lagsaga                               | 1200-talet | 1849       |                                                                    |
| Övre lagsagan i Västergötland                       |            |            |                                                                    |

### Lagsagor enligt 1634 års regeringsform
I 1634 års regeringsform nämns följande 14 lagsagor (med uppgift om medeltida lagsagor):
- Upplands lagsaga. Bildades vid 1200-talets slut genom en sammanslagning av Attundaland, Fjädrundaland, Tiundaland och Roden samt Gästrikland, alla Mälaröar öster om Björkfjärden och alla öar i Östersjön utanför Stockholm. Under 1300-talet lades även Stor-Hälsingland in under Upplands lagsaga, men hade ändå en egen landskapslag, Hälsingelagen.
- Västergötlands och Dals lagsaga (Vestergötlands och Dals). Omfattade landskapen Västergötland och Dalsland. Benämndes efter sammanläggning med Bohusläns lagsaga 1842 Västgöta, Dals och Bohusläns lagsaga
- Norrfinne lagsaga (Norre Finlands, Ålands och Österbottns)
- Östergötlands lagsaga (Östergötlands) omfattade förutom nuvarande Östergötland före 1559 även östra och norra  Småland (i stort sett hela nuvarande Kalmar län med  de små landen (folklanden) Tjust, Sevede, Handbörd, Aspeland och Möre samt  Tveta, Vista och Vedbo i nuvarande Jönköpings län). Ur lagsagan var i perioder mellan 1678 och 1739 Vadstena läns lagsaga utbruten och mellan 1718 och 1719 var lagsagan uppdelad i Linköpings lagsaga och Norrköpings lagsaga.
- Västmanlands och Dalarnas lagsaga (Väsmannelands och Dalarne) omfattade landskapen Västmanland och Dalarna.
- Söderfinne lagsaga (Södre Finlands med Tavastelands och Nyland)
- Tiohärads lagsaga omfattade Finnveden, Njudung och Värend. Namnet kommer av de sammanlagt tio härader som dessa "små land" bestod av. 1718–1719 var lagsagan ersatt av Kronobergs läns lagsaga och Jönköpings läns lagsaga (vilken även inkluderade områden från Kalmar läns och Ölands lagsaga)
- Södermanlands lagsaga omfattade landskapet Södermanland.
- Kalmar läns och Ölands lagsaga utbruten ur Östgöta lagsaga 1559 som Smålands lagsaga, vilken med Ölands lagsaga gick upp i denna 1631. 1718–1719 var lagsagan ersatt av Kalmar läns lagsaga, Västerviks läns lagsaga, Eksjö läns lagsaga och Jönköpings läns lagsaga (vilken även inkluderade områden från Tiohärads lagsaga)
- Karelens lagsaga (Carelens och Kexholms)
- Norrlands lagsaga (Vester Norlandens) delades 1720 i två:Västernorrlands lagsaga och Ångermanlands och Västerbottens lagsaga
- Närkes lagsaga omfattade landskapet Närke och bildade med Värmland från 1827 Närke och Värmlands lagsaga.
- Värmlands lagsaga omfattade landskapet Värmland.
- Ingermanlands lagsaga

### Senare lagsagor
- Bohusläns lagsaga från 1681, överfördes 1843 till Västgöta-Dals lagsaga
- Gotlands lagsaga från 1682
- Blekingska lagsagan fanns 1683–1690 och 1777–1827.
- Skånska lagsagan från 1683. Var 1718–1719 uppdelad i Landskrona läns lagsaga, Ystads läns lagsaga, Kristianstads läns lagsaga och Malmöhus läns lagsaga
- Hallands lagsaga från 1683. 1843 efter att härader från Älvsborgs län och Västgöta-Dals lagsaga tillförts, ändrades namnet till Hallands och Älvsborgs läns lagsaga

- Finska lagsagor 1776–1868